# Nicator
Nicator là một chi chim trong họ Nicatoridae.

## Các loài
- Nicator chloris
- Nicator gularis
- Nicator vireo